# Ołeksandr Konowaluk
Ołeksandr Konowaluk (ukr. Олександр Коновалюк, ur. 1 maja 1978 w Chersoniu) – ukraiński wioślarz.

## Osiągnięcia
- Mistrzostwa Świata Juniorów – Poznań 1995 – ósemka – 6. miejsce[1].
- Mistrzostwa Świata – Monachium 2007 – dwójka ze sternikiem – 9. miejsce[1].
- Mistrzostwa Europy – Poznań 2007 – ósemka – 4. miejsce[1].
- Mistrzostwa Europy – Ateny 2008 – ósemka – 8. miejsce[1].
- Mistrzostwa Świata – Poznań 2009 – ósemka – 8. miejsce[1].
- Mistrzostwa Świata – Poznań 2009 – dwójka ze sternikiem – 7. miejsce[1].
- Mistrzostwa Europy – Brześć 2009 – ósemka – 2. miejsce[1].
- Mistrzostwa Europy – Montemor-o-Velho 2010 – ósemka – 3. miejsce[1].